# ケラトスティリス属

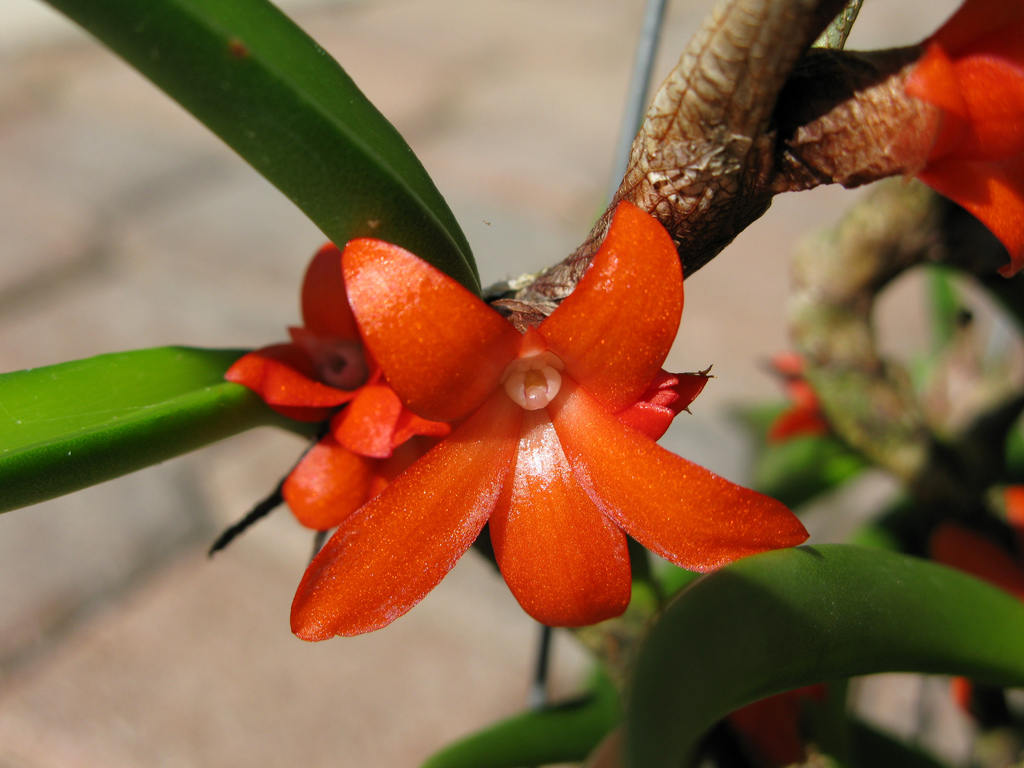
レティスクアマ（Ceratostylis retisquama）
茎の基部が鞘に包まれる

ケラトスティリス Ceratostylis は、ラン科植物の一つ。茎は短く束生し、先端に葉を1枚ずつ生じる。

## 特徴
多年生の草本で着生植物。匍匐する茎の各節から短い茎を生じ、この茎が束生状になる。
この茎には褐色の葉鞘が数枚巻くようにつく。この茎の先端には1枚だけ葉をつける。葉は細長く多肉質で、葉状のものから棒状のものまである。
花は短い茎から密に生じ、短い花茎の先端に1つないし少数を生じる。萼片と側花弁はほぼ同型で、側萼片の基部は蕊柱基部と共にメンタム（唇弁の基部を包む袋状の構造）を作る。唇弁は蕊柱基部について基部では幅狭く、先端はやや広がるが三裂はしない。
蕊柱の側面には柱頭を包むように板状の隆起が2個ある。学名は「角のある花柱」を意味し、この構造に基づく。

## 分布他
東南アジアを中心にしてインドからフィリピン、それに南太平洋の島々まで分布する。多くは樹上に着生する。

## 分類
約70種が知られる。

## 栽培
洋ランとして栽培されるものもあるが、普及しているものはごく少ない。そんな中で、レティスクアマ（Ceratostylis retisquama）、ルブラ (Ceratostylis rubra)は花が朱赤色の星形で、栽培しやすい洋ランとして知られる。ヘゴ板などに付けて栽培されることも多い。